# Gáspár Bekes
Gáspár Bekes de Kornyát (ou Gáspár de Corniath Bekes, Gaspar Békés de Kornyát, Kornyáti Bekes Gáspár, ou encore Kaspar Bekes, Caspar Bekesh) (1520-1579), est un chef militaire et un homme politique transylvain.

## Biographie
Issu d'une ancienne famille de la moyenne noblesse hongroise, Gáspár Bekes est le fils de László, vice-commandant (alparancsnok ou viczebán) de Lugos. Bekes devient un conseiller influent et le Maître du trésor du royaume sous Jean II de Hongrie et est nommé par ce dernier successeur au trône de Transylvanie. Mais la Diète de Transylvanie rejette cette nomination, préférant plutôt Étienne Báthory. En concurrence avec Báthory pour le trône de Pologne-Lituanie, Maximilien d'Autriche soutient Bekes qui rassemble son armée et organise une rébellion. Celui-ci est défait, perd tous ses biens et est contraint de demander l'asile à Maximilien à Vienne. Lorsque la Pologne-Lituanie élit Henri de Valois, Maximilien et Báthory cessent les hostilités. Bekes se rend alors dans l'empire ottoman à la recherche d'alliés, sans succès. Ses espoirs resurgissent lorsque Henri de Valois abdique pour le trône de France en 1574 pour devenir Henri III de France. La rivalité Maximilien-Báthory reprend alors. Soutenu par les Sicules, il engage une nouvelle rébellion mais est à nouveau vaincu lors de la bataille de Kerelőszentpál. Avec l'élection du prince Étienne Báthory au trône de Pologne le 14 décembre 1575 et la mort de Maximilian en 1576, Bekes perd tout espoir de récupérer la Transylvanie, désormais aux mains du frère, Christophe Báthory. Il se réconcilie alors avec le nouveau roi et devient l'un de ses plus proches conseillers.
Il combat et commande valeureusement lors de la rébellion de Dantzig (1576-1577) et prend part à la campagne de Livonie d'Étienne Báthory en 1579 lors de la guerre de Livonie contre Ivan le Terrible. Il reçoit pour ses services le château et domaine de Lanckorona ainsi que d'autres terres.
Sur le chemin de Hrodna, Bekes tombe malade et y meurt le 7 novembre 1580. Son corps est transporté à Vilnius pour y être inhumé, mais aucun des cimetières chrétiens de la ville ne l'accepte à cause de son arianisme. Il est par conséquent enterré sur une colline, plus tard connue sous le nom de la "colline Békés". Sa tombe est marquée par une tour octogonale de 20 mètres de hauteur et 6 mètres de diamètre. La colline et sa tombe sont emportées par la rivière Vilnia au milieu des années 1800.
Il épousa Anna Harinnay (1567) puis Anna Sárkándy. Il reçut en dons, au cours de sa carrière, les villes de Fogaras, Nagyenyed, Görgény et Huszt en partie.

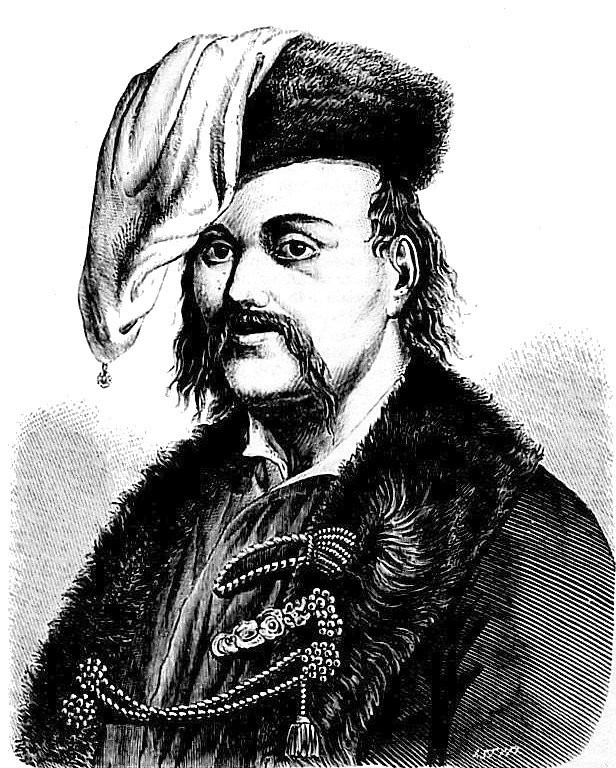
Gravure anonyme
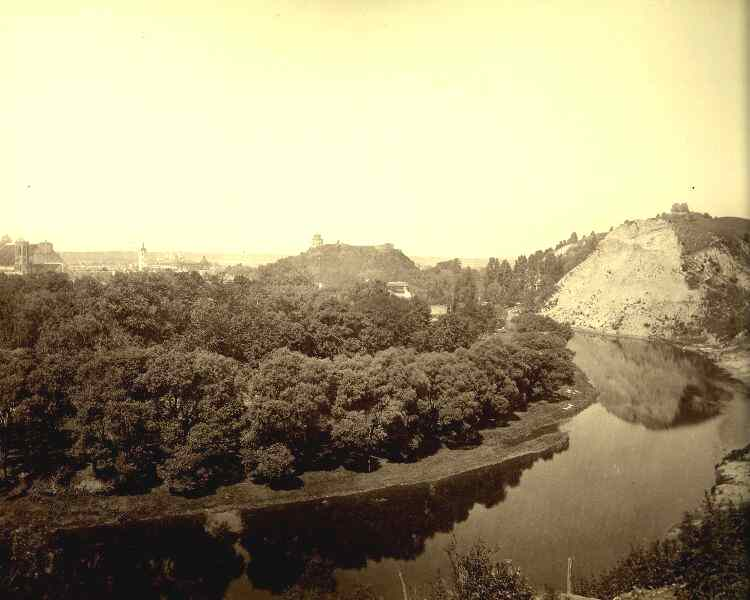
Colline Bekes (sur la droite), avant son effondrement complet (photo prise vers 1873–1881).

## Littérature
- Szádeczky Lajos, Kornyáti Békés Gáspár, Budapest, 1887